# WCVB-TV
WCVB-TV, es el canal 5 de la ciudad de Boston, perteneciente a la cadena ABC. Su dueño es el gigante de los medios Hearst, a través de su división televisiva, por la que opera varias emisoras a lo largo del país.

## Historia
Inició sus transmisiones el 26 de noviembre de 1957, bajo las siglas WHDH (luego transferidas al canal 7 de esa misma ciudad, en 1990) como una retransmisora de la ABC, pero se afilió a la CBS a partir del 1° de enero de 1961. Fue el primer canal de Nueva Inglaterra en producir y grabar programación en colores. En 1959 comenzó a emitir su versión local del programa televisivo del payaso Bozo, interpretado por Frank Avruch, durante los siguientes 11 años. Sospechas de irregularidades en la adquisición de la licencia (manifestadas públicamente por la FCC) llevaron a que, desde marzo de 1972, se cambiara sus siglas identificativas por las actuales (y de afiliación, volvería a la ABC), pero conservando muchos de sus rostros y un propósito en particular: emitir un gran porcentaje de producción local, sin dejar de lado lo que le envía la cadena principal. También fue pionera en emitir programación 24 horas al día en dicha región, pasando un bloque nocturno de 4 horas (de 1 a 5 a. m.) de series en sindicación y películas en blanco y negro. Incursionó también en la ficción local, con productos como The Baxters (luego mejorada y distribuida en sindicación) o Park Street Under, posible influencia para la serie Cheers, de la cadena NBC.
El compromiso con el público ha hecho que en varias oportunidades reemplace programas de la ABC por otros (incluyendo los de menor audiencia de la red). Esos programas podían verse en los canales 27 y 68, ambos independientes. Esta tendencia de reemplazo ha caído en desuso, y hoy se pasa la parrilla completa de la cadena madre. Desde 1982 produce el programa informativo Chronicle, con un enfoque totalmente local, mostrando lugares, contando historias de personas e indagando en los asuntos que afectan a la sociedad. Transmite en formato digital 1080i, al contrario de la mayoría de las afiliadas a la ABC.

## Emisión de deportes
Transmitió junto a WBZ-TV entre 1982 y 2006 las carreras completas de la Maratón de Boston, dejándoselas en exclusividad a este último a partir de 2007. Fue el canal exclusivo del equipo New England Patriots en los partidos de pretemporada hasta 2009, produciendo y emitiendo todos los encuentros, e incluso reemplazando la programación nacional cuando fuese preciso hacerlo. 

## Servicios informativos
Ubicados desde principios de la década de 1980 en primer lugar, se le atribuye su liderazgo cuando instaló en sus televidentes la fórmula de Natalie Jacobson y Chet Curtis, una pareja de presentadores que se mantendría al frente de las noticias de la tarde (18:00 EST) continuamente desde mediados de la década de 1970 hasta inicios del siglo XXI. Otro de los motivos de permanencia en esa posición ha sido que el personal que trabaja delante de las cámaras lleva allí 20 años o más en el aire. Pionero en tecnología, añadió en 1976 espacio para los discapacitados auditivos o con problemas de audición, permitiendo la traducción de la información en lenguaje de señas durante la edición matutina del noticiero, llevando de forma permanente el subtitulado oculto a partir de 1987 en cada programa propio. En la actualidad, produce 36 horas y media de informativos por semana (5 horas y media de lunes a viernes, y 9 horas entre ambos días de fin de semana). Para la meteorología, cuenta con un radar propio, lanzado en 2002, siendo el único canal en tener esta capacidad. Desde el 14 de mayo de 2007, emite sus noticiarios en alta definición, siendo el primero en todo Massachusetts.
- Datos: Q7948158
- Multimedia: WCVB / Q7948158